# ういち
ういち（1974年1月10日 - ）は、日本のYouTuber、パチスロライター、公営競艇演者。本名、徳永 宇一郎（とくなが ういちろう）。
神奈川県横浜市出身、パチスロ必勝ガイド所属のライター。身長174cm。血液型B型。

## 来歴
1980年代後半、ニュービッグセブンP4やスパンキーを打ってパチンコにはまり始める。90年代に入り、ビッグパルサーやパルサーXXΣを打ってパチスロにはまり始め、同時期にパチスロ必勝ガイドも読んでいた。
パチスロ必勝ガイドに入社を考えて、進路相談として親にガイドを見せるも説得失敗して浪人生活へ。浪人中は、パチスロのモーニング、ゲームセンター、麻雀の生活が2年間続いた。その後情報処理の専門学校に進学して1年間勉強したが、ガイドへの夢を捨てきれずガイド宛に履歴書を投函して、その足で専門学校の職員室へ行き退学宣言をした。
当時のガイドは毎回スタッフ募集ページがあり、人手不足だと勘違いした為に履歴書を出せば即受かると思い込んでいた。しかし、3ヶ月経っても連絡が無く自らガイドへ直接連絡をしたら面接をすることになって、21歳の夏に合格して入社する。ライターを志望していたが、編集が不足していると聞いてしぶしぶ編集を担当することになり、その3年後にライターになる為にフリーに転身、ライターに転身する際にガイドには残れないと思っていた事もあり先に辞めていたルーキー酒井に相談し酒井が携わってる雑誌にライターとして迎えいられる事が内定していたがその事をガイドサイドに報告した所、フリーのライターとして雇うよと思いもかけない事を言われたので結局ガイドに残留してライター人生を始めた。
2000年中期に一時期山佐のスロット開発関連会社に就職していたが、当時業界は4号機が制作終了し5号機制作を迫られていた時期で開発チームは5号機の内規の厳しい変更に4号機のような爆発性の台を作るのは現状困難で出玉よりエンターテイメント性重視にしようという方針で会議を繰り返していたが、4号機の爆裂性に魅了されていたういちとしてはその現状に苦痛を感じ結局退社することになった。しかし、その在籍期間中に後に山佐のヒット作品となる「機動戦士ガンダム」や「モンキーターン」の演出面のチョイスに関わっていた事を後に語っている。
2010年代からはパチンコ・パチスロ番組出演のほかにボートレース関連番組への出演が急増し、ボートレース関連のレギュラー番組をCS放送およびYouTubeに多く持つようになり、江戸川競艇場の公式キャラクターも務めYouTube番組「ボートレース江戸川公式チャンネル ういちの江戸川ナイスぅ〜っ!」を主宰。パチンコ・パチスロライターが公営競技のネット動画へ参入する先駆けとなった。
2020年10月より個人YouTubeチャンネル「ういちゃんねる」を開設。

## 人物
- 既婚者であるが、本人は結婚して何年目か覚えていない。4月12日が結婚記念日で、それだけは忘れてはいけないと思い、忘れないために何か覚えやすいものはないかと探していたら「ペガサス412」が目に留まり、それで現在でも結婚記念日だけは覚えている。
- 2008年11月に子供が誕生[6]。家族には妹と弟がいる。
- 「ナイスゥ～」が口癖。
- ハードロックやヘビーメタルが好きであり、専門誌BURRN!を愛読していた。
- ボートレース配信では買った舟券がゴール寸前の逆転で「抜け目」になって外れることが多々あり、視聴者からはこの様子を「ういち劇場」とネタにされている[7][8]。

## テレビ・動画配信
テレビ（放送終了）
- ういちとヒカルの日の丸暴走設定師 → ういちとヒカルの日の丸房総STC（パチ・スロ サイトセブンTV、2010年10月 - 2012年7月）
- スター誕生バラエティ! ういち・塾長のあとは任せた!（パチ・スロ サイトセブンTV、2015年1月 - 2016年7月）
- ういちのDreamスロット（パチ・スロ サイトセブンTV、2015年8月 - 10月）
- パチンコプレイガイドTV 岡山・香川版（西日本放送）
- ういちと塾長のやりますか? やりませんか?（パチ・スロ サイトセブンTV、2016年8月 - 2017年6月）
- ういちとヒカルのおもスロい人々（パチ・スロ サイトセブンTV 2012年10月 - 2019年2月）
- ういち・ヒカルのパチンコ天国と地獄（パチンコ★パチスロTV! 2012年10月 - 2019年3月）
- ういちの一人舟（JLC、2018年1月 - 2019年12月）
- ブラマヨ吉田とういちの男舟（JLC、2016年2月 - 2020年4月）
- どこまでも風に吹かれて。（パチ・スロ サイトセブンTV、2013年3月 - 2020年7月）
- そうだ、遊びに行こう（パチンコ★パチスロTV!、2016年4月 - 2020年10月）
- ういちと鈴虫君のおもスロいテレビ（パチ・スロ サイトセブンTV 2009年9月 - 2023年12月）

動画配信
- 我流伝（ジャンバリ.TV）
- 放浪記（ジャンバリ.TV）
- ういち・しんのすけの貴方の笑顔が見たいから（ジャンバリ.TV）
- それいけ!おじ5（ジャンバリ.TV）
- ういちの江戸川ナイスぅ〜っ！（江戸川競艇場公式チャンネル）
- ブラマヨ吉田とういちの漢舟（江戸川競艇場公式チャンネル）
- ういちとイッチーの大阪フルスイング（住之江競艇場公式チャンネル）
- ういちの大村、全優勝戦スナイプ!（大村競艇場公式チャンネル）

## 著書
- 成せば鳴る（2012年、白夜書房）